# Гребенюк, Елена Степановна
Елена Степановна Гребенюк (род. 31 июля 1975, Баку) — украинская оперная певица (сопрано).

## Карьера
- 1992—1999 Киевская консерватория им. П. И. Чайковского, класс профессора К. П. Радченко
- 1999—2012 Киевский муниципальный академический театр оперы и балета для детей и юношества(солистка, сопрано)
- 2001—2005 Национальный академический театр оперы и балета Украины имени Т. Шевченко (стажировка)
- 2004—2012 Постоянное сотрудничество с Камерным театром г. Симферополя
- 2005 Киевская консерватория им. П. И. Чайковского, класс профессора А. Мокренко (ассистент — стажировка)

## Награды
- 1997 — Номинация «Золотая надежда Украины» 1-го международного конкурса вокалистов им. Паторжинского.
- 1999 — Победитель конкурса «Молодые виртуозы Украины».
- 2003 — Лауреат международного конкурса вокалистов им. А.Дворжака (Чехия).
- 2006 — Гран-при первого международного конкурса «Евровидео» (Euro Video Grand Prix 2006).

## Альбомы
- 2005 — диск «Le Forze del Destino project»

## Фабрика звёзд (Украина)
Тренер группы «Призраки оперы».
Не каждая оперная певица может похвастаться славой, как у поп-звезды. Не каждую оперную певицу знают в лицо зрители музыкальных каналов и смотрят её клипы. Елена Гребенюк — удивительный пример сочетания высокого оперного искусства и общей массовой популярности. Ещё бы, ведь именно её видеоклип на песню «Le Forze del Destino» признан наилучшим среди видеоработ Европы, стоял в горячей ротации на украинских музыкальных каналах и до сих пор помнится всем любителям высококлассного видео. Участники шоу, которых будет тренировать сама солистка Киевского академического муниципального театра оперы и балета, просто обязаны быть первыми.— «Телеканал ИНТЕР»

## Социальные сети
- Мой Мир на MAIL.RU
- Facebook (Фейсбук)